# Eucharideae
Eucharideae es una tribu perteneciente a la familia Amaryllidaceae. Es una tribu americana con representantes originarios del este de Los Andes. Presentan hojas largas y pecioladas. Los géneros que constituyen esta tribu son Eucharis, Caliphruria, Urceolina y Plagiolirion.

## Géneros
- Eucharis
- Caliphruria
- Eucrosia
- Phaedranassa
- Rauhia
- Stenomesson
- Urceolina